# Golden Boy (Auszeichnung)
Der Golden Boy, auch Golden-Boy-Award genannt, ist eine Auszeichnung der italienischen Sportzeitung Tuttosport, mit der seit 2003 jährlich der beste U21-Spieler Europas geehrt wird. Ähnliche Preise sind die Trofeo Bravo (1978–2015) von Il Guerin Sportivo und die 2018 eingeführte Kopa-Trophäe von France Football, die jedoch allen Spielern weltweit offen steht.

## Wahl
Die Redaktion von Tuttosport veröffentlicht Mitte Juni jeden Jahres eine Liste von 100 Spielern, die im gesamten Jahr höchstens 20 Jahre alt sein dürfen (U21) und bei einem europäischen Verein spielen müssen. Diese Liste wird zum 15. jeden Monats um 20 Spieler reduziert, bis Mitte Oktober 20 Spieler übrig bleiben. 40 Journalisten von Fußball-Fachmagazinen aus Europa vergeben an fünf Spieler eine Punktzahl in Höhe von 10, 7, 5, 3 oder 1. Der Spieler mit den meisten Punkten gewinnt die Auszeichnung.

## Gewinner
- Gelb markierte Spieler wurden im selben Jahr von France Football mit der Kopa-Trophäe (seit 2018) ausgezeichnet.
- Grün markierte Spieler wurden im selben Jahr von Il Guerin Sportivo mit der Trofeo Bravo (2015 eingestellt) ausgezeichnet.

| Jahr | Golden Boy (Jahrgang)       | Land            | Verein(e)                                | Zweiter (Jahrgang)            | Dritter (Jahrgang)        | Quelle |
| ---- | --------------------------- | --------------- | ---------------------------------------- | ----------------------------- | ------------------------- | ------ |
| 2003 | Rafael van der Vaart (1983) | Niederlande     | Ajax Amsterdam                           | Wayne Rooney (1985)           | Cristiano Ronaldo (1985)  | [ 2 ]  |
| 2004 | Wayne Rooney (1985)         | England         | FC Everton Manchester United             | Cristiano Ronaldo (1985)      | Fernando Torres (1984)    | [ 2 ]  |
| 2005 | Lionel Messi (1987)         | Argentinien     | FC Barcelona                             | Wayne Rooney (1985)           | Lukas Podolski (1985)     | [ 2 ]  |
| 2006 | Cesc Fàbregas (1987)        | Spanien         | FC Arsenal                               | Lionel Messi (1987)           | Anderson (1988)           | [ 2 ]  |
| 2007 | Sergio Agüero (1988)        | Argentinien (2) | Atlético Madrid                          | Lionel Messi (1987)           | Cesc Fàbregas (1987)      | [ 2 ]  |
| 2008 | Anderson (1988)             | Brasilien       | Manchester United (2)                    | Theo Walcott (1989)           | Sergio Agüero (1988)      | [ 2 ]  |
| 2009 | Alexandre Pato (1989)       | Brasilien (2)   | AC Mailand                               | Stevan Jovetić (1989)         | Bojan Krkić (1990)        | [ 2 ]  |
| 2010 | Mario Balotelli (1990)      | Italien         | Inter Mailand Manchester City            | Jack Wilshere (1992)          | David de Gea (1990)       | [ 2 ]  |
| 2011 | Mario Götze (1992)          | Deutschland     | Borussia Dortmund                        | Thiago (1991)                 | Eden Hazard (1991)        | [ 2 ]  |
| 2012 | Isco (1992)                 | Spanien (2)     | FC Málaga                                | Stephan El Shaarawy (1992)    | Thibaut Courtois (1992)   | [ 2 ]  |
| 2013 | Paul Pogba (1993)           | Frankreich      | Juventus Turin                           | Romelu Lukaku (1993)          | Julian Draxler (1993)     | [ 2 ]  |
| 2014 | Raheem Sterling (1994)      | England (2)     | FC Liverpool                             | Divock Origi (1995)           | Marquinhos (1994)         | [ 2 ]  |
| 2015 | Anthony Martial (1995)      | Frankreich (2)  | AS Monaco Manchester United (3)          | Kingsley Coman (1996)         | Héctor Bellerín (1995)    | [ 2 ]  |
| 2016 | Renato Sanches (1997)       | Portugal        | Benfica Lissabon FC Bayern München       | Marcus Rashford (1997)        | Kingsley Coman (1996)     | [ 2 ]  |
| 2017 | Kylian Mbappé (1998)        | Frankreich (3)  | AS Monaco (2) Paris Saint-Germain        | Ousmane Dembélé (1997)        | Marcus Rashford (1997)    | [ 2 ]  |
| 2018 | Matthijs de Ligt (1999)     | Niederlande (2) | Ajax Amsterdam (2)                       | Trent Alexander-Arnold (1998) | Justin Kluivert (1999)    | [ 2 ]  |
| 2019 | João Félix (1999)           | Portugal (2)    | Benfica Lissabon (2) Atlético Madrid (2) | Jadon Sancho (2000)           | Kai Havertz (1999)        | [ 3 ]  |
| 2020 | Erling Haaland (2000)       | Norwegen        | Borussia Dortmund (2)                    | Ansu Fati (2002)              | Alphonso Davies (2000)    | [ 4 ]  |
| 2021 | Pedri (2002)                | Spanien (3)     | FC Barcelona (2)                         | Jude Bellingham (2003)        | Jamal Musiala (2003)      | [ 5 ]  |
| 2022 | Gavi (2004)                 | Spanien (4)     | FC Barcelona (3)                         | Jude Bellingham (2003)        | Eduardo Camavinga (2002)  | [ 6 ]  |
| 2023 | Jude Bellingham (2003)      | England (3)     | Borussia Dortmund (3) Real Madrid        | Jamal Musiala (2003)          | Lamine Yamal (2007)       | [ 7 ]  |
| 2024 | Lamine Yamal (2007)         | Spanien (5)     | FC Barcelona (4)                         | Kobbie Mainoo (2005)          | Warren Zaïre-Emery (2006) | [ 8 ]  |

## Ranglisten

### Vereine
Die Platzierung des Vereins innerhalb dieser Rangliste wird durch die Anzahl der Titel bestimmt. Bei gleicher Anzahl von Titeln wird alphabetisch nach Ortsname sortiert. In kursiv geschriebenen Jahren spielte der Spieler nicht über das gesamte Jahr bei diesem Verein.
| Anzahl | Verein            | Jahre                  |
| ------ | ----------------- | ---------------------- |
| 4      | FC Barcelona      | 2005, 2021, 2022, 2024 |
| 3      | Borussia Dortmund | 2011, 2020, 2023       |
| 3      | Manchester United | 2004, 2008, 2015       |
| 2      | Ajax Amsterdam    | 2003, 2018             |
| 2      | Benfica Lissabon  | 2016, 2019             |
| 2      | Atlético Madrid   | 2007, 2019             |
| 2      | AS Monaco         | 2015, 2017             |

### Ligen
Die Platzierung der Liga innerhalb dieser Rangliste wird durch die Anzahl der Titel bestimmt. Bei gleicher Anzahl von Titeln wird alphabetisch sortiert. In kursiv geschriebenen Jahren spielte der Spieler nicht über das gesamte Jahr in dieser Liga.
| Anzahl | Liga             | Jahre                                          |
| ------ | ---------------- | ---------------------------------------------- |
| 8      | Primera División | 2005, 2007, 2012, 2019, 2021, 2022, 2023, 2024 |
| 6      | Premier League   | 2004, 2006, 2008, 2010, 2014, 2015             |
| 4      | Bundesliga       | 2011, 2016, 2020, 2023                         |
| 3      | Serie A          | 2009, 2010, 2013                               |
| 2      | Eredivisie       | 2003, 2018                                     |
| 2      | Ligue 1          | 2015, 2017                                     |
| 2      | Primeira Liga    | 2016, 2019                                     |

### Nationalität
Die Platzierung des Landes innerhalb dieser Rangliste wird durch die Anzahl der Titel bestimmt. Bei gleicher Anzahl von Titeln wird alphabetisch sortiert.
| Anzahl | Land        | Jahre                        |
| ------ | ----------- | ---------------------------- |
| 5      | Spanien     | 2006, 2012, 2021, 2022, 2024 |
| 3      | England     | 2004, 2014, 2023             |
| 3      | Frankreich  | 2013, 2015, 2017             |
| 2      | Argentinien | 2005, 2007                   |
| 2      | Brasilien   | 2008, 2009                   |
| 2      | Niederlande | 2003, 2018                   |
| 2      | Portugal    | 2016, 2019                   |